# المراعي
المراعي هي شركة مساهمة سعودية تعمل في مجالات الزراعة، ومنتجات الألبان، وتوزيع المواد الغذائية، تشمل السعودية ودول الخليج العربي.

## النشأة
تأسست شركة المراعي في عام 1977 من قبل رواد الزراعة الأيرلنديين أليستر ماكجوكيان وبادي ماكجوكيان مع الأمير سلطان بن محمد بن سعود الكبير، وهي واحدة من الشركات المساهمة السعودية العاملة في إنتاج وتوزيع المنتجات الزراعية والحيوانية والغذائية في المملكة العربية السعودية ودول الخليج. لدى المراعي شراكة ممتدة مع شركة ببسيكو منذ عام 2009 والتي تستحوذ من خلالها على عدد من مشاريع الشركة في الإنتاج الغذائي في المنطقة. بدأت المراعي عمليات إنتاجها عام 1977 تحت قيادة صاحب السمو الأمير سلطان بن محمد الكبير، والذي يشغل منصب رئيس مجلس الإدارة للشركة منذ إنشاءها حتى الآن. يقع المبنى الرئيسي للشركة في الرياض. بدأت الشركة إنتاجها بـ350 بقرة أن تتضخم الكثافة التشغيلية خلال العقود الثلاثة الماضية ليصل قطيع المراعي من الأبقار إلى 170,000 بقرة لتصبح الشركة الأكبر عالميا في إنتاج الحليب ومشتقاته.
تملك شركة صافولا الحصة الأعلى من أسهم الشركة بما يعادل الربع والباقي منها مطروح في سوق الأسهم منذ عام 2006.وهي مسجلة في السوق المالية السعودية (تداول) بتاريخ 17 أغسطس 2005م. وفي عام 2005 دخلت المراعي عهد جديد حيث تحولت من شركة ذات ملكية خاصة لشركة مطروحة للاكتتاب العام حيث يمتلك أسهم المراعي أكثر من 125,000 شخص. وفي بداية عام 2007 مذكرة تفاهم مع ملّاك شركات المخابز الغربية المحدودة وشركة الخدمات العالمية للمخبوزات بتملك كامل الشركات ومن ثم زيادة رأس المال (1.090) مليون ريال. أما في الوقت الحالي يبلغ رأس مال الشركة 8 مليارات ريال سعودي. في عام 2009، أعلنت كلّا من المراعي وببسيكو شراكة في مشروع الألبان والعصائر العالمية المحدودة والمسمى ب (أي دي جي).بعدها تم الإعلان عن شراء مشروع (بيتي)، الشركة العالمية للمشاريع الزراعية في  مصر والمختصة في تصنيع منتجات الألبان والعصائروالحليب المبخرالمنكه والزبادي المنكه. تَعرف هذه العلامة التجارية في مصر ومستمره في الإنتاج تحت اسمها التجاري كأحد الشركات التابعة لأي دي جي. وخلال نفس العام، دخلت المراعي قطاع الدواجن باستحواذها على شركة حائل للتطوير الزراعي والذي تم شراؤها ب253 مليون دولار نقدا ومن بالاستحواذ على الحصة السوقية. في عام 2011، أعلنت المراعي نيتها عن الاستثمار في قطاع الألبان بزيادة حجم الإنتاج في المملكة العربية السعودية. كما اعلنت صحيفة عرب نيوز عن خلق 12,0000فرصة وظيفية إضافية محليا على مدى 5 سنوات.استمرت الشراكة مع ببسيكو بالنمو حيث أعلنت رويترز بأن الشركتين ستستثمران بمبلغ 345 مليون في مشاريع مصر الزراعية.هذه الخطوة أسهمت إيجابيا بعد كثير من الصعوبات التي واجهها الاقتصاد المصري أبان الثورة التي حدثت عام 2011. وخلال ذات العام، أعلنت المراعي عن استحواذها على شركة  زراعية ضخمه مقرها الأرجنتين وفي عام 2014، أعلنت المراعي  بأن حصتها السوقية لقطاع الألبان في منطقة الخليج العربي تبلغ 44%. رفعت المراعي في عام 2015 من شهر سبتمبر أسعار بعض المنتجات كما قلصت بعض أحجام العبوات للمنتجات مع الاحتفاظ بسعرها السابق والذي أثار حفيظة العديد من المواطنين وأقاموا على أثره حملة مقاطعة جماعية حتى انتهت بإعادة العبوات والأسعار لما كانت عليه. كان أثر المقاطعة. ومابين العامين 2015 و2016، نمت الشركة بشكل توسعي حيث أَعُلن أن عدد موظفيها يبلغ 38 ألف وظيفة، أي أن المراعي خلقت أكثر من 30 ألف فرصة عمل خلال العقد الماضي. في عام 2016 أعلنت المراعي عن رغبتها بتملك أرض زراعية في الولايات المتحدة الأمريكية في منطقة كاليفورنيا لغرض التوسع في قطاعها الزراعي حيث تم امتلاك 14,000 فدان. وفي عام 2017، أعلنت صافولا تقليص حصتها من الشركة بنسبة 2%.

## إنجازات
شركة المراعي هي من أوائل الشركات في العالم التي تحوز على شهادة (آيزو 9002) للجودة.

## تصنيف المنتجات

### ألبان سائلة
اللبن الطازج، والحليب الطازج، والحليب الطازج المنكّه، وميلك شيك، والحليب الطويل الأجل، والحليب المكثف، وحليب فيتال الطازج، ولبن فيتال، وخال من اللاكتوز، واللبن الطازج المنكّه، والحليب المنكّه الطويل الأجل، لبن عيران

### العصائر
عصير رمان، برتقال مع اللب، الفونسو مانجو، فراولة، الفواكه المشكلة، مانجو، عصير البرتقال، عصير التفاح، مانجو مع الفواكه المشكلة، توت مشكل، جوافة مع اللب، برتقال وجزر، ليمون، كيوي وليمون، فراولة وموز، كوكتيل تفاح، مانجو وأناناس، برتقال احمر وتوت، قمر الدين، عنب.

### الأجبان
الجبنة القابلة للدهن (الكاسات)، شرائح الجبنة، الزبدة، السمن، كريمة الخفق، كريمة الطبخ، الموزاريلا، جبنة الشيدر المعلّبة، الحلومي، قالب الشيدر، جبنة المثلثات، جبنة المربعات بالقشطة، جبنة الفيتا.

### منتجات الأطفال
تطرح شركة المراعي عدد من منتجات الأطفال، حيث أتت هذه المنتجات عن طريق شراكة بين المراعي وشركة ميد جونسون نيوترشن العالمية الرائدة في صناعة أغذية الأطفال ذات الخبرة التي تمتد لأكثر من 100 عام.
المنتجات:
- حليب نيورالاك 1 الفترة 1 : 0 - 6 أشهر
- حليب نيورالاك 2 الفترة 2 : 6 - 12 شهر
- حليب نيورالاك 3 الفترة 3 : 1 - 3 سنوات

### الزبادي والحلويات
الزبادي، القشطة، اللبنة، القشطة طويلة الأجل، زبادي فيتال، الزبادي بالفواكه، الزبادي بطبقة الفاكهة، الكاسترد، كريم الكرميل، القشطة الرائبة، التمور.

### الخبز
عملت شركة المراعي على شراكة تضم اثنين من العلامات التجارية: لوزين وسفن دايز. حيث توفر الخبز والكرواسان وكذلك الكعك والبسكويت والمعجنات الجاهزة للأكل.

### الدواجن
في عام 2010 أنشأت المراعي علامة تجارية جديدة تختص بالدواجن تسمى «اليوم». وهي تعمل على توفير الدواجن إما بشكل كامل أو مجزأة إلى قطع. يقع مقر المصنع في منطقة حائل بالمملكة العربية السعودية بالقرب من محافظة الشنان الواقع على طريق حائل القصيم القديم.

## خدمة المجتمع

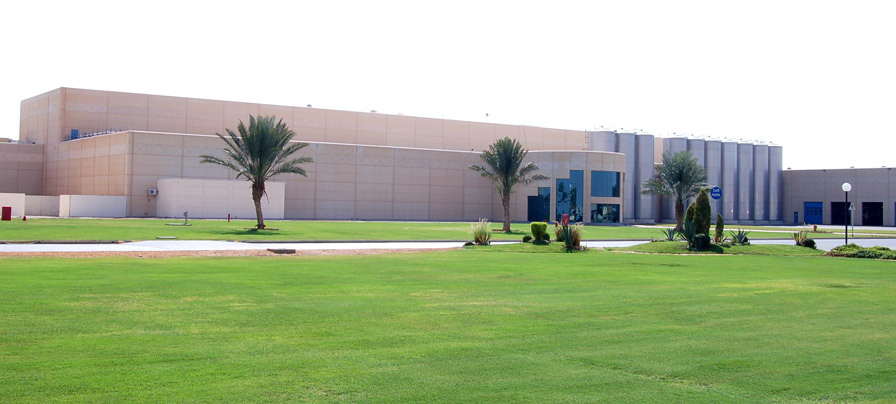
مركز المعالجة المركزية بالخرج

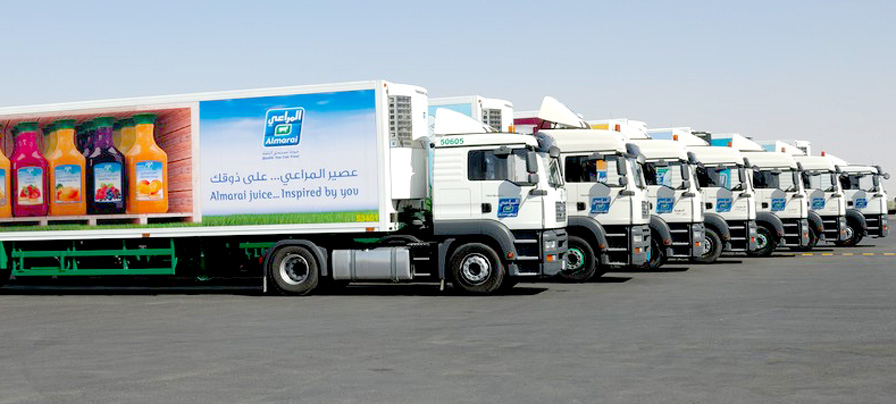
حافلات مبردة تابعة للشركة

تدرك المراعي مفهوم المسؤولية الاجتماعية وأهميتها في تحقيق التنمية المستدامة، باعتبارها التزام من الشركة تجاه كل من: مستثمريها، ومستهلكيها، وموظفيها، والمجتمع، والبيئة المحيطة بها.
تتبلور أنشطة المراعي في مجال المسؤولية الاجتماعية ضمن 4 مجالات رئيسة وهي: العلوم والتدريب، والدعم الخيري، والبيئة، والرياضة.
تدعم الشركة العديد من الفعاليات التي تصب ضمن هذه الأنشطة من خلال إقامة الشراكات والتواصل مع مختلف أطياف المجتمع والمساهمة في فعالياته، كما تتبنى سياسات تساهم في حماية البيئة والموارد الطبيعية.
دعم العلوم: تساهم المراعي في تبني ودعم الإبداع العلمي من خلال العديد من الجوائز والتي منها:
جائزة المراعي للإبداع العلمي: اطلقت في عام 2001 م بالتعاون مع مدينة الملك عبد العزيز للعلوم والتقنية وتعنى هذه الجائزة برعاية العلم والعلماء والباحثين في مجالات علوم الأساس والعلوم التطبيقية والتطويرية والابتكار بالمملكة العربية السعودية 0
جائزة التفوق الدراسي لدول مجلس التعاون الخليجي: وهي مخصصة لطلبة التعليم العام في دول مجلس التعاون الخليجي منذ العام 2006 م. وتهدف الجائزة إلى تشجيع الطلبة المتفوقين وتنمية قدراتهم ومواهبهم وتعزيز استمرار تفوقهم.
جائزة المراعي للطبيب البيطري: بدأت عام 2010 وتهدف هذه الجائزة إلى التأكيد على الدور الفاعل للطبيب البيطري وحماية الصحة العامة للثروة الحيوانية في المملكة وإظهار الوجه المشرق لمهنة الطب البيطري ودعمها.
التدريب: امتداداً لحرص المراعي على تهيئة الشباب السعودي للعمل في القطاع الخاص وقطاع الأغذية تحديداً، قامت الشركة بإنشاء المعهد التقني للألبان والأغذية بالتعاون مع المؤسسة العامة للتدريب التقني والمهني، وصندوق تنمية الموارد البشرية، لتهيئة وتدريب الشباب السعودي في صناعة الغذاء وتزويدهم بالعلوم والمعارف والمهارات للحصول على أفضل الفرص في سوق العمل السعودي. ويستوعب هذا المعهد 600 طالب ويخرِّج 200 طالب سنوياً.
ولتمكين الشباب من الدخول في منظومة العمل بفعالية تساهم المراعي في التدريب التعاوني لطلاب الجامعات في كافة التخصصات كما تقدم فرصاً سنوية للتدريب الصيفي.
الجمعيات الخيرية: تدعم المراعي مجموعة من البرامج والأنشطة الاجتماعية والإنسانية التي تساهم في تعميق أواصر التعاون والتكامل بين مكونات المجتمع إذ ترعى أنشطة العديد من الجمعيات الخيرية فضلاً عن الدعم المادي المباشر لأكثر من 75 جمعية خيرية سنوياً.
كسوة الشتاء: بدأت المراعي خلال عام 2012 تنفيذ برنامجها الخيري ”كسوة الشتاء“ الذي تضمن توزيع بطانيات لأكثر من 2000 أسرة محتاجة في المناطق الباردة في المملكة وشملت هذه الأماكن القرى المحيطة بحائل، والمنطقة الوسطى والقصيم، ومكة المكرّمة، والمدينة المنوّرة، وعسير، والجوف وتبوك، وتهدف المبادرة إلى مساعدة الأسر المحتاجة في جميع أنحاء المملكة.
برنامج سلة الغذاء: أطلقت المراعي في 2012 حملتها الخيرية تحت مسمى سلة الغذاء لمساعدة ما يزيد عن 4000 أسرة محتاجة بالمملكة تم اختيارهم من قبل المساجد المحلية المنتشرة في 18 محافظة في المملكة وتغطي أكثر من 60 قرية، حيث تسلمت كل عائلة سلة غذاء تحوي 22 منتجاً صحياً من منتجات شركة المراعي.
الدعم الثقافي: في هذا الإطار ترعى المراعي العديد من المهرجانات الثقافية كمهرجان الجنادرية.
المياه: تعتمد المراعي نماذج عمل تأخذ بعين الاعتبار شّح المياه في المنطقة مستشعرةً أهمية المحافظة على هذه الثروة الناضبة. وفي هذا الإطار أدخلت الشركة تقنيات حديثة لتقليل استخدام المياه مقارنة بالسائد حالياً في هذا القطاع.
وفي هذا الإطار أيضا، استثمرت المراعي في مزارع كبرى بالأرجنتين لتوفير الأعلاف من الخارج لتصل تدريجياً إلى إنتاج كافة احتياجاتها من الأعلاف خارجياً.
المعايير البيئية: تلتزم المراعي بتطبيق مواصفة (ISO14001:2004) للمعايير البيئية المعتمدة وهو ما يضمن تحقيق التوازن بين الحفاظ على الربحية وتقليل الأثر البيئي من خلال فهم وإدارة المخاطر البيئية الآنية والمستقبلية.
ترعى المراعي العديد من الأنشطة الرياضية المحلية ومنها رالي حائل الدولي وسباق الفروسية السنوي في كل من الرياض وجدة. كما تدعم المراعي فعاليات رياضية مختلفة لرياضات مثل الجولف والبولينج وكرة السلة، إيماناً منها بأهمية الرياضة في دعم الصحة العامة.

## أزمة المقاطعة
قامت شركة المراعي في بداية شهر سبتمبر 2011 برفع أسعار بعض منتجاتها كذلك تقليص بعض أحجام منتجات الألبان لديها بنفس السعر السابق، مما حدا بالمواطنين إلى حملة شعبية لمقاطعة منتجات المراعي حتى تقوم الشركة بإرجاع الأسعار والأحجام السابقة.
كانت نتيجة هذه المقاطعة فعالة جداً مما حدا بشركة المراعي إلى توزيع الفائض من منتجاتها الغير مباعة والمقاربة لانتهاء الصلاحية على منازل بعض الفقراء والمحتاجين وكذلك توزيعها على الجماهير في الملاعب تحت غطاء «خدمة المجتمع» والتي يبدو أنها خدمة إجبارية لا اختيارية، وقد كبدت هذه المقاطعة شركة المراعي خسائر فادحة.

## وصلات خارجية
- الموقع الرسمي لشركة المراعي